# How I Met Your Music
How I Met Your Music is de soundtrack van de Amerikaanse komedieserie How I Met Your Mother, waarvan het eerste deel verscheen op 24 september 2012. Op 23 september 2014 verscheen het tweede deel.

## Tracklist

### Deel 1
| 1  | Hey Beautiful                             | The Solids                                       | 3:43 |
| 2  | Let's Go To The Mall                      | Robin Sparkles                                   | 3:20 |
| 3  | Barney Stinson, That Guy's Awesome        | Neil Patrick Harris                              | 0:58 |
| 4  | Best Night Ever                           | Jason Segel & Nuno Bettencourt                   | 2:15 |
| 5  | Superdate                                 | Josh Radnor                                      | 1:43 |
| 6  | Food Delivery / Cat Sitting / Cat Funeral | Jason Segel                                      | 1:22 |
| 7  | Shame On You                              | Jerry Minor                                      | 1:29 |
| 8  | Ode To Virginia                           | Harry Groener                                    | 1:07 |
| 9  | Murder Train                              | The Foreskins                                    | 0:35 |
| 10 | Sandcastles In The Sand                   | Robin Sparkles                                   | 3:40 |
| 11 | Nothin' Suits Me Like A Suit              | Neil Patrick Harris & How I Met Your Mother Cast | 2:52 |
| 12 | You Just Got Slapped                      | Jason Segel                                      | 1:43 |
| 13 | The Bro Chant                             | Brian H. Kim                                     | 1:39 |
| 14 | Mobius Designs Has Failed (Autotune)      | Josh Radnor                                      | 1:26 |
| 15 | Marshall Vs. The Machines                 | Jason Segel                                      | 2:15 |
| 16 | Hey Beautiful (Barney Version)            | Neil Patrick Harris                              | 0:40 |
| 17 | Two Beavers Are Better Than One           | Cobie Smulders & Kamille Rudisill                | 3:27 |
| 18 | Puzzles Theme Song                        | Josh Radnor & Neil Patrick Harris                | 1:07 |
| 19 | Bang Bang Bangity Bang                    | How I Met Your Mother Cast                       | 1:12 |
| 20 | You Just Got Slapped (Slow Jam)           | Jason Segel                                      | 1:49 |

### Deel 2
| 1  | You Just Got Slapped                              | Boyz II Men                                                                    | 1:25 |
| 2  | Marshall vs. The Machines (Journey To Farhampton) | Jason Segel                                                                    | 1:03 |
| 3  | Night Night Little Marvin                         | Jason Segel & Alyson Hannigan                                                  | 1:21 |
| 4  | On The House                                      | Cobie Smulders                                                                 | 0:48 |
| 5  | Asking Out Lily Pts. 1 & 2                        | Jason Segel                                                                    | 0:31 |
| 6  | Soul Bang                                         | Sam Moore                                                                      | 1:51 |
| 7  | P.S. I Love You                                   | Robin Daggers                                                                  | 2:48 |
| 8  | La Vie En Rose                                    | Cristin Milioti                                                                | 1:24 |
| 9  | You're All Alone                                  | John Swihart                                                                   | 3:58 |
| 10 | And There She Was                                 | The Solids & John Swihart                                                      | 4:35 |
| 11 | Mmmm Mmmm Mmmm Mmmm [HIMYM Version]               | Wayne Brady & Alan Thicke                                                      | 4:51 |
| 12 | Barney Makes 3, Pts. 1 & 2                        | Frances Conroy, John Lithgow, Ben Vereen, Neil Patrick Harris & Cobie Smulders | 1:21 |
| 13 | The Robin                                         | John Swihart                                                                   | 3:22 |
| 14 | Doppelganger's Tango                              | John Swihart                                                                   | 0:50 |